# Ford Escort MK II
La Segunda Generación del Ford Escort es un automóvil de turismo del segmento C producido por el fabricante estadounidense Ford Motor Company, para los mercados de Europa, Oceanía y Asia. Este modelo, representó una reformulación parcial de la primera generación, a la que suplantó a fines del año 1974, heredando sus plazas de producción. Si bien en materia mecánica heredó también sus principales componentes, como ser motorización y chasis, este nuevo Escort fue el primero en presentar una carrocería con caída de voladizo en estilo fastback (estilo que pronto se haría característico de este modelo), a la par de un diseño completamente renovado.
Su producción se inició el 2 de diciembre de 1974, siendo fabricado en la histórica factoría de Halewood y teniendo su presentación oficial en enero de 1975.  Dejó de producirse en Inglaterra en el año 1980, mientras que en otros países finalizó un año después.
A pesar de haber sido producido exclusivamente con carrocería en formato fastback tricuerpo, la siguiente generación fue dividida en dos coches diferenciados, un liftback y una berlina, que derivaban de la misma base, siendo el nombre Escort aplicado a las versiones liftback de 3 y 5 puertas, mientras que la berlina de 4 puertas fue denominada como Ford Orion.
En cambio, en el mercado australiano, Ford debió recurrir a la importación de modelos de la firma Mazda (en ese entonces, propiedad de la Ford Motor Company) y rebautizarlos bajo su marca para sustituir al Escort. Es así que, siguiendo con el filosofía aplicada en la producción del tándem Escort-Orion, se importaron versiones hatchback y berlina de la gama de modelos Mazda 323, los cuales fueron redenominados como Ford Laser (hatchback) y Ford Meteor (berlina).

## Desarrollo del coche

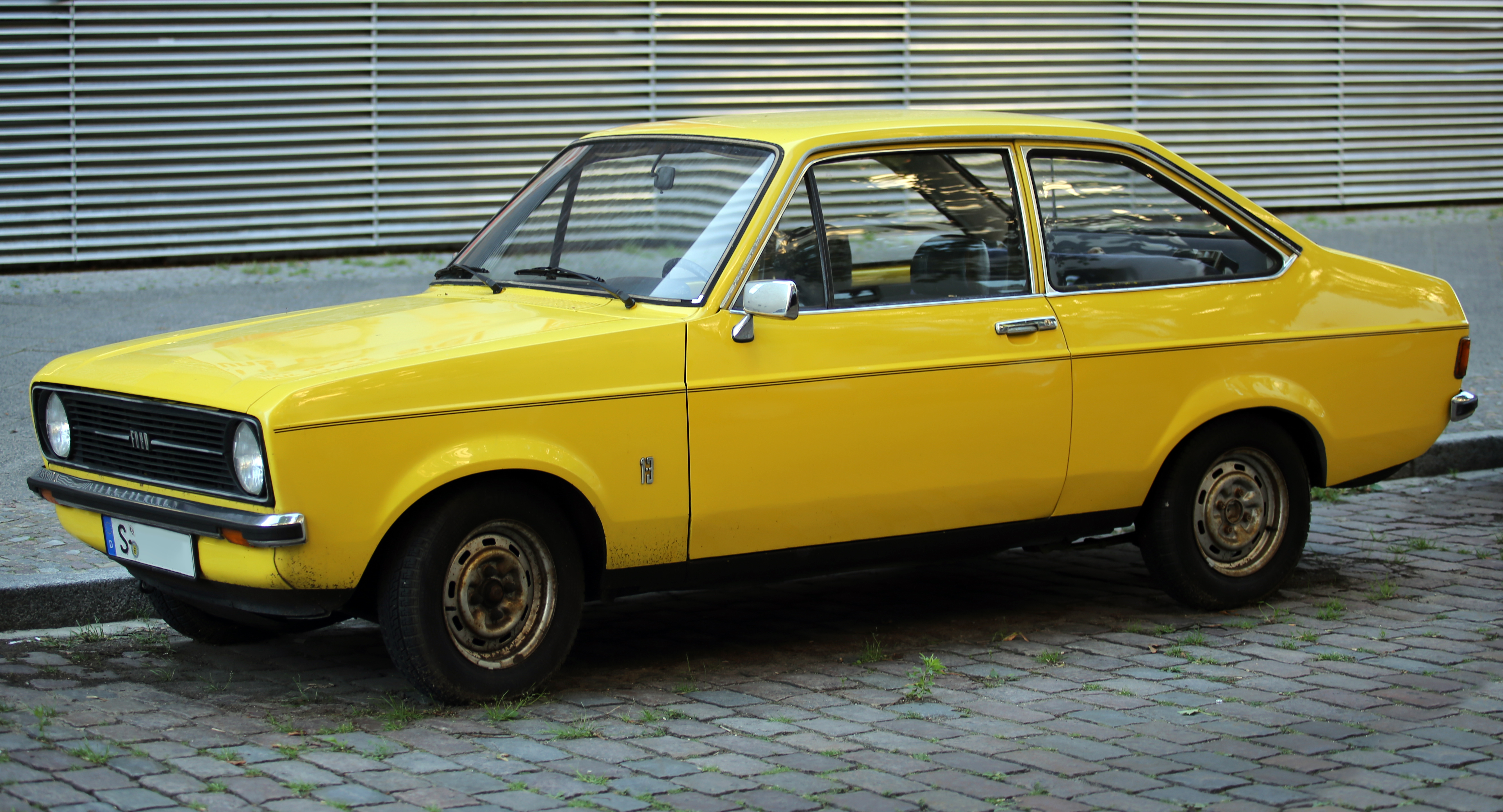
Ford Escort 2 puertas de 1977

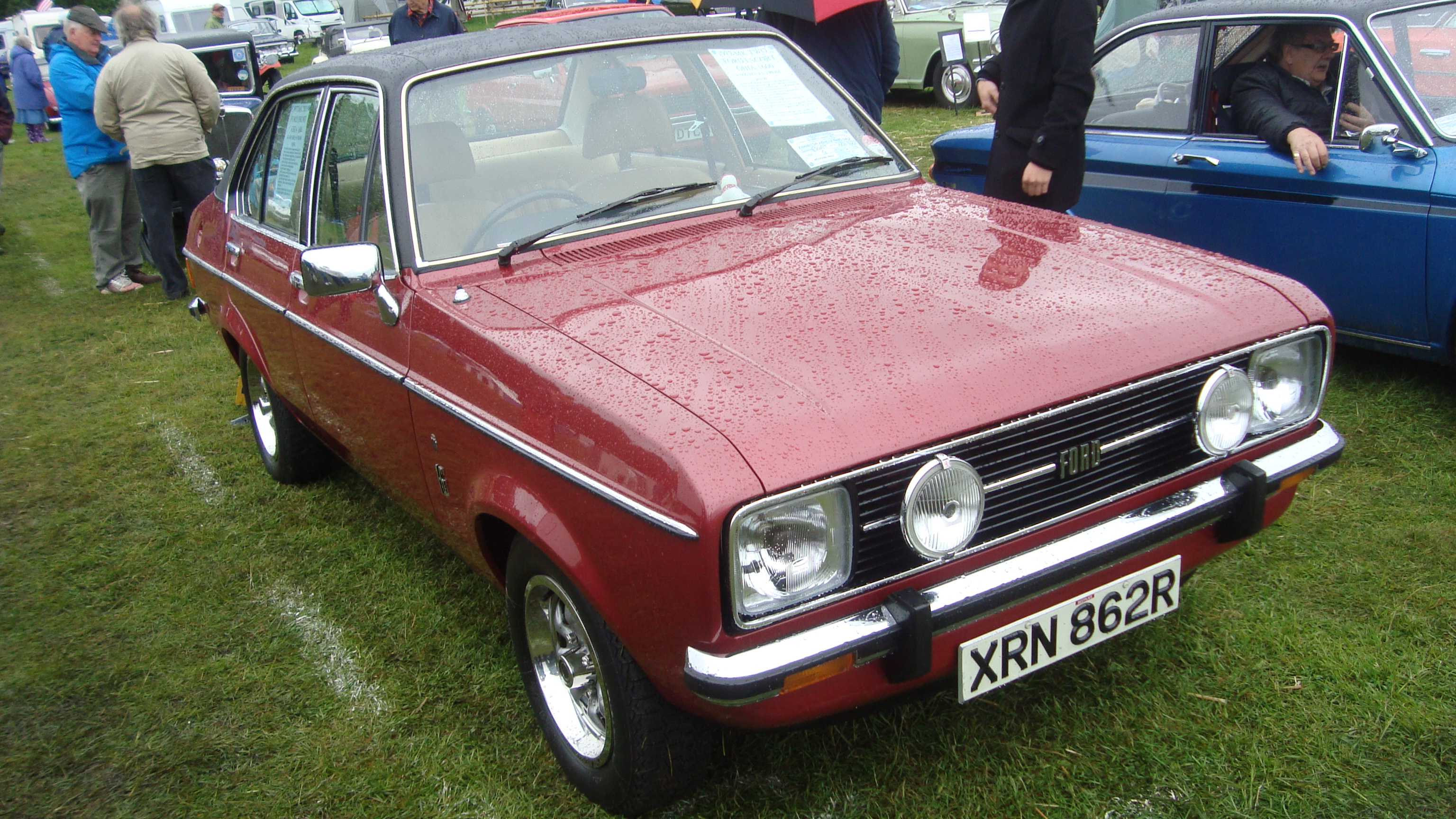
Ford Escort Ghia 4 puertas de 1977

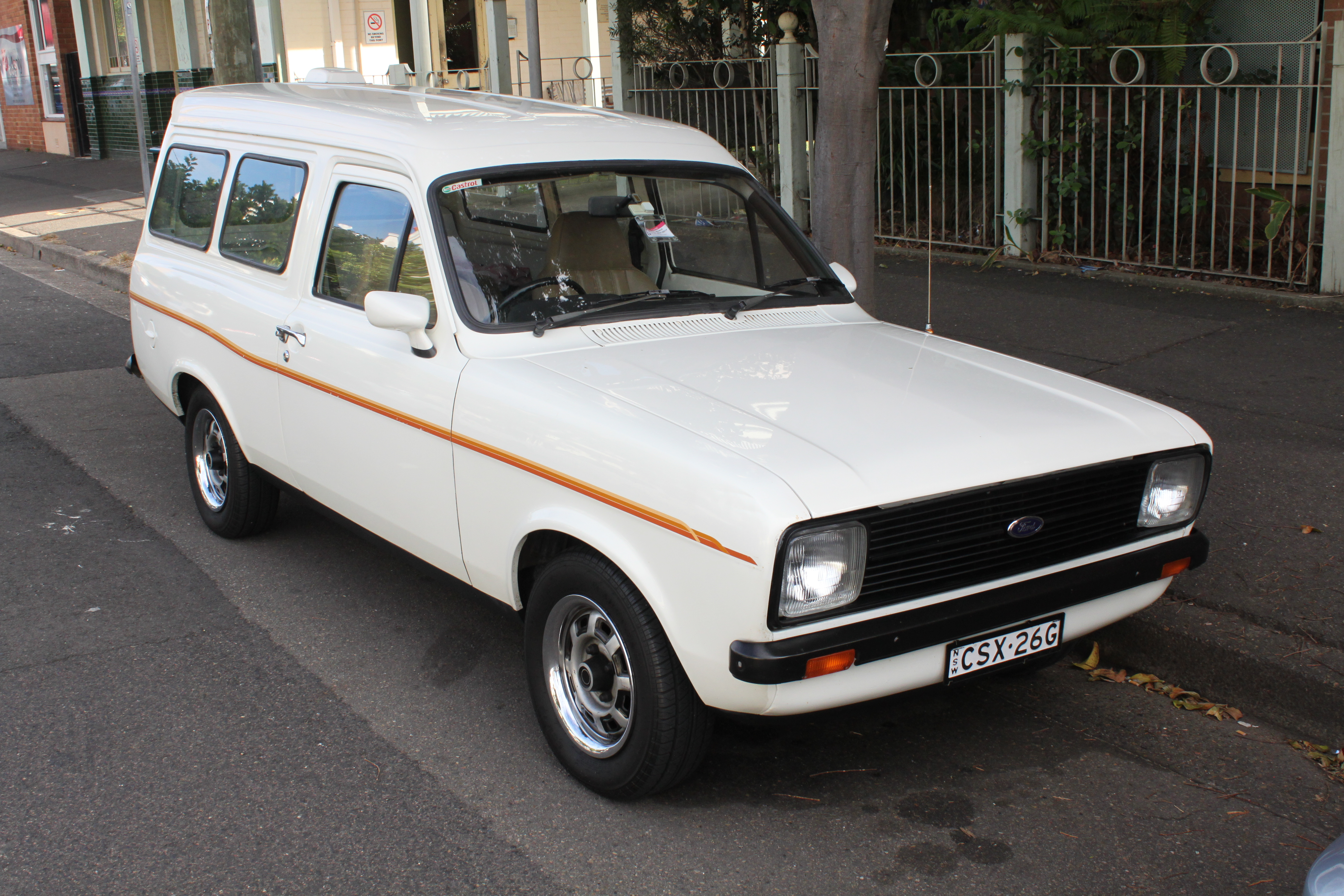
Ford Escort Furgoneta de 1980

La segunda generación del Escort, comenzó a ser producida el 2 de diciembre de 1974 y fue oficializado en enero de 1975. Esta versión, presentó una figura completamente renovada, con un estilo de diseño que configuraba una figura más rectilínea en relación con su predecesor. A pesar de haber significado una evolución en cuanto a diseño, este Escort fue proyectado sobre la base de su predecesor. A diferencia de este último, que fue proyectado exclusivamente por Ford Inglaterra, esta segunda generación se desarrolló conjuntamente entre esta filial y su par de Alemania, recibiendo durante su desarrollo el nombre en código de "Brenda". Además de haber sido proyectado sobre el mismo chasis, esta generación también compartió utilizó los mismos componentes mecánicos que el Mark I. Con relación a las motorizaciones, el motor de 940 cc seguía vigente en Italia dado que el mismo atraía ventajas fiscales, sin embargo en los otros mercados más grandes de Europa ya no estaba disponible.
Si bien, la versión berlina del Escort presentaba un nuevo diseño de carrocería, las versiones rural y furgoneta continuaban siendo similares a las del Mark I, sin embargo tanto el frente como el interior de estas versiones eran los del Mark II. Por otra parte, en sus últimos seis meses de producción, el bastidor del Mark I fue objeto de diferentes reformulaciones, de las cuales la última de ellas fue la utilizada para la producción del Mark II. La suspensión trasera seguía empleando muelles elásticos, aunque algunos contemporáneos como el Hillman Avenger ya habían pasado a incorporar resortes helicoidales. Al mismo tiempo, el auto fue raramente criticado por su falta de espacio, con una guantera solo disponible en modelos de gama alta y su bocina montada en la columna de dirección.
Con relación a las versiones presentadas para este modelo, las mismas estaban encasilladas en sectores bien diferenciados: Los modelos "L" y "GL" (2 puertas, 4 puertas y rural) estaban considerados en el mercado de coches de uso privado y convencional. Las versiones "Sport", "RS México" y "RS2000" fueron destinadas al mercado de alto rendimiento, mientras que el "Ghia" (2 puertas y 4 puertas) se reservó para un nuevo mercado de autos pequeños de lujo, un sector que aún se encontraba sin desarrollar. Por último, las versiones "base" y "popular", fueron considerados como coches de bajo consumo y de fácil acceso para el público. Por último, figuraban las versiones furgoneta, destinadas para el área comercial. El motor de 1.6 L (1598 cc), que equipaba al Escort Ghia de 1975, producía 84 hp (63 kW) de potencia, con un torque de 125 Nm (92 pies · lbf) y pesaba 955 kg (2105 lb).
En 1978, se llevaron a cabo distintas reformulaciones en el diseño de la versión "L", la cual pasó a equipar farolas cuadradas (anteriormente exclusivas para las variantes GL y Ghia) además de recibir una actualización en los equipamientos interiores y exteriores para algunos modelos. A su vez, en Australia, este coche fue objeto de múltiples reformulaciones cosméticas. Por último, en los años 1979 y 1980 se lanzaron tres ediciones especiales del Escort: Linnet, Harrier y Goldcrest. La producción de este vehículo finalizó en Gran Bretaña en agosto de 1980, aunque en otros países se siguió fabricando hasta 1981.
Si bien a lo largo de su producción, su carrocería era una configuración que combinaba el estilo tricuerpo con una caída del voladizo trasero en estilo fastback, esta generación sentó las bases de futuras generaciones de Escort que pasaron a ser desarrolladas con esta característica de diseño. Sin embargo, en lo que a su producción europea se refiere, esta generación fue reemplazada por una nueva serie de vehículos derivada de una misma plataforma, pero con producción desdoblada, debido a una decisión adoptada por Ford de desarrollar en forma separada una berlina y un liftback de 3 y 4 puertas. De esta forma y siguiendo los lineamientos de su predecesora, las versiones liftback continuaron con la denominación Escort, mientras que la berlina fue conocida como Ford Orion. En otros mercados como el australiano, el Escort fue suplantado con modelos importados de Mazda que fueron renombrados como Ford Laser (hatchback) y Ford Meteor (berlina), los cuales siguieron el mismo lineamiento de producción desdoblada de la nueva dupla Escort-Orión.

### Producción en Australia

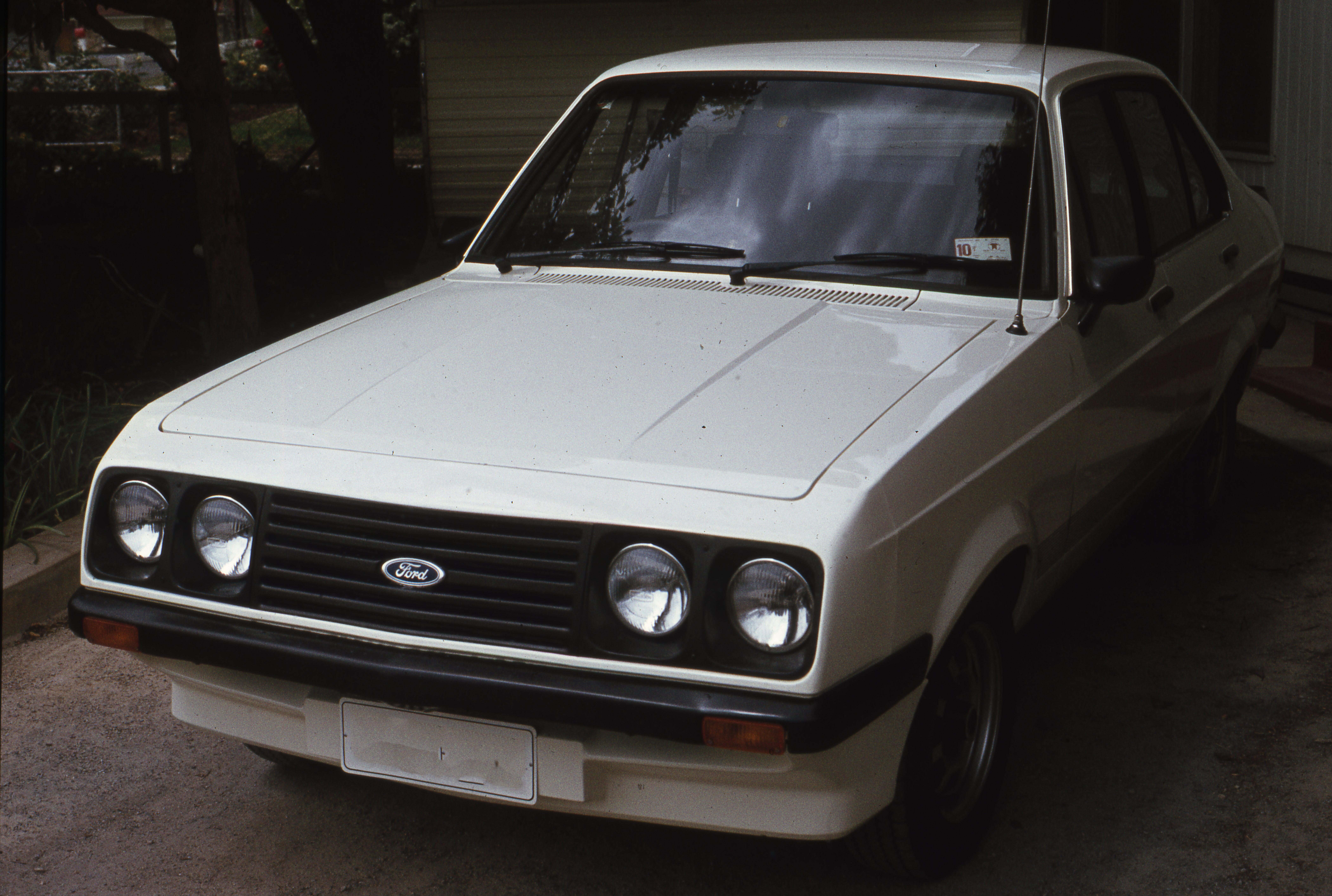
Escort RS2000. A partir de 1978, en Australia se estandarizó el uso del óvalo de Ford en la parrilla delantera.

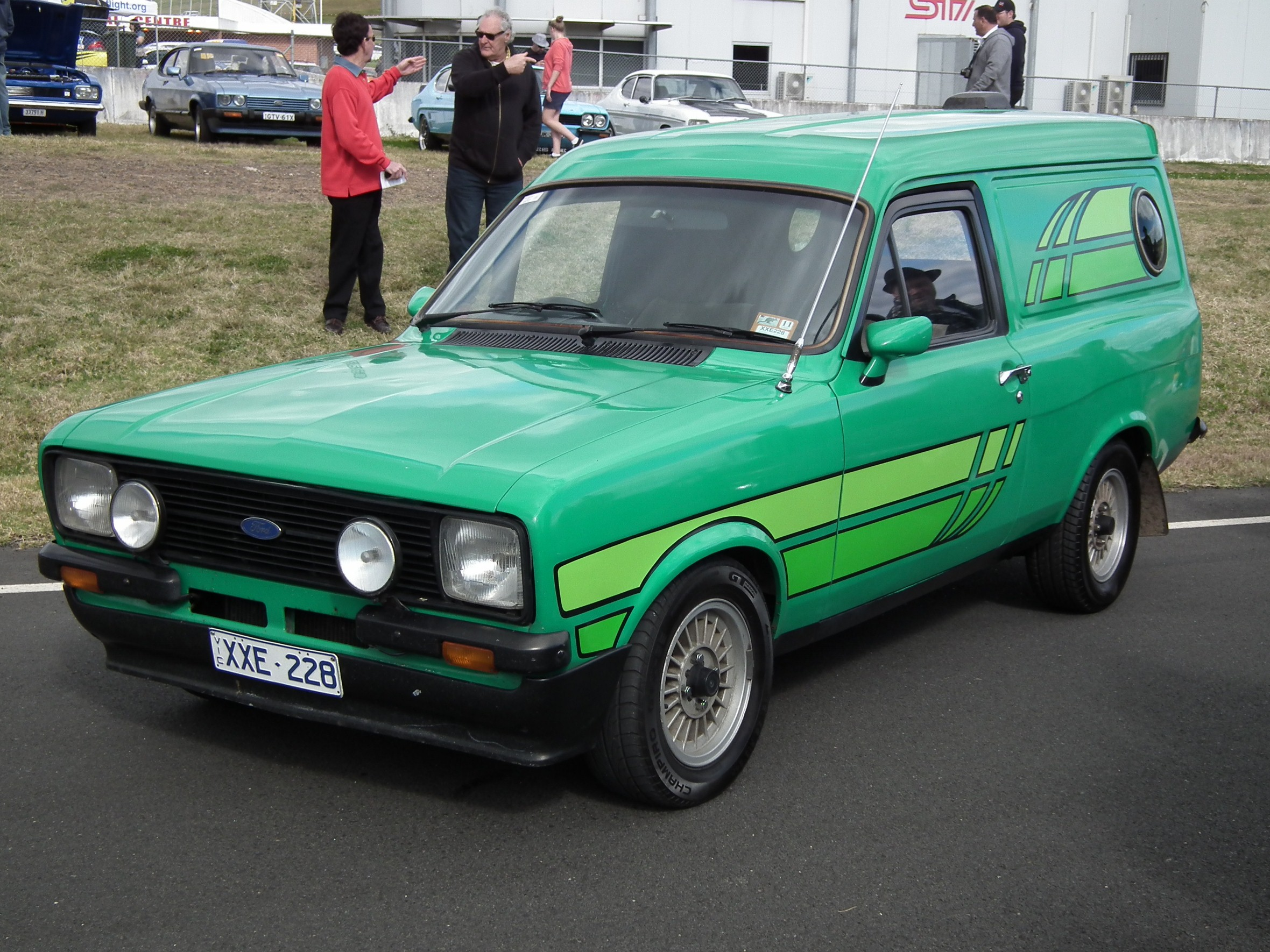
Ford Escort Sundowner

Al igual que su predecesora, la segunda generación del Escort fue fabricada en la factoría de Ford Australia en Homebush, Sídney, desde marzo de 1975, hasta mediados de 1980. Para este mercado, solo estaba disponible en versiones sedan de 2 y 4 puertas y furgoneta de 2 puertas, sin embargo en esta oportunidad no estuvo disponible la versión rural como en la generación anterior. Las versiones sedán estaban disponibles en niveles L, XL (luego renombradas GL) y Ghia, más una opción con paquete deportivo similar a las versiones 1300 y 1600 vendidas en otros mercados. A diferencia de otros países, probablemente debido a la ausencia de la rural, la camioneta se ofreció con nivel de equipamiento más alto, habiendo disponibles también una versión GL y una Sport. Algunos accesorios inusuales que ofrecía este Escort australiano, pero que no se ofrecían en otros mercados, incluyeron entre otras cosas, tapacubos de acero con forma de "plato para perros" y asientos delanteros con respaldo alto.
En cuanto a mecánica, los impulsores inicialmente utilizados en estos Escort australianos fueron los Ford Crossflow OHV de 1.3 y de 1.6 litros, acoplados a dos opciones de caja de cambios, las cuales variaban entre una caja manual de 4 velocidades o una automática de 3. En 1977 y con el objetivo de hacerle frente a las nuevas leyes de emisiones australianas (en particular ADR27A), se discontinuó la producción de las versiones 1.3 y se introdujo el motor 2.0 SOHC del Ford Cortina y el Pinto (con un pequeño retoque en relación con los modelos europeos) en la gama del Escort, estando disponible como opción en casi todos los modelos. Codificados internamente por Ford Australia como "BC", las carrocerías de la gama australiana del Escort fueron modificadas para adaptarse al motor más grande y a un tanque de combustible rediseñado, lo que implicó la colocación de relleno detrás de la placa de matrícula trasera.
En 1978, Ford Australia estandarizó el uso del logotipo ovalado azul de la marca, en toda la gama de modelos Escort. Estos modelos recibieron el logotipo identificatorio de Ford tanto en el dentro de la parrilla, como en el costado izquierdo de la tapa del maletero. Asimismo, presentó una nueva versión de la furgoneta Escort, que fue denominada como "Escort Sundowner" y presentada como un vehículo de ocio, orientado principalmente al estilo de vida aventurero de la juventud. Su diseño se caracterizó por sus decoraciones corporales y ventanas laterales abovedadas, mientras que en materia mecánica venía disponible con motorizaciones de 1.6 y 2.0 litros. En 1979, el Escort recibió una serie de actualizaciones, aumentando sus niveles de equipamiento básico y estandarizando los faros cuadrados para los modelos "L" y "GL" (faros que anteriormente solo estaban disponibles en la versión Ghia). Asimismo y con el objetivo de acaparar los mercados juvenil y de alto rendimiento, se presentó la versión "RS 2000" que venía con un rediseño en su frente y presentaba dos opciones de carrocerías de 2 y 4 puertas, siendo esta última una versión exclusiva de Australia. A su vez, presentaba una paleta con 5 opciones de color de pintura sólida. A pesar de la impronta deportiva aplicada a estos coches, la realidad indicaba que estas versiones estaban equipadas con el mismo motor Pinto 2.0 litros que el resto de la gama local, a la vez de presentar dos opciones de transmisión, siendo estas una caja manual de 4 velocidades y una automática de 3. En total, fueron producidas 2400 unidades de la versión RS2000 australiana.
A pesar de haber estado disponible en diferentes modelos, el Escort al igual que el Cortina no fue popular en el mercado australiano, debido en gran parte a la creciente competencia de modelos importados del Japón y la preferencia establecida de los conductores australianos por los vehículos de seis cilindros más grandes. La producción australiana del Escort cesó a fines de 1980, con 79142 unidades producidas. Teniendo en cuenta el gusto y preferencia del consumidor, Ford Australia apeló a la importación de modelos japoneses para cubrir esa vacante generada por el Escort, siendo presentada como sucesora la gama de tracción delantera del modelo Mazda 323, los cuales fueron rebautizados como Ford Laser (las versiones hatchback) y Ford Meteor (la versión sedán de 4 puertas).

### Producción en Nueva Zelanda
La segunda generación del Ford Escort fue presentada en Nueva Zelanda en el año 1975, siendo ensamblada en la planta que Ford posee en el suburbio de Wiri, en Auckland. A diferencia de la versión australiana, la gama neozelandesa del Escort siguió las especificaciones de la versión británica, a la vez de utilizar instrumentación graduada en sistema métrico. Todos los estilos de carrocería fueron ensamblados en Wiri, incluida la versión familiar, el cual anteriormente llegaba importado desde el Reino Unido.
Una gran variedad de modelos estaban disponibles en la gama Escort NZ, la cual se dividía según su motorización y estaba compuesta por el 1.1 L (base), los 1.3 L (en variantes L, GL, 1300 Sport, Station Wagon y Furgoneta) y los 1.6 L (Ghia, 1600 Sport). La motorización 1.1 fue pensada para ser ofrecida a un público de bajo poder adquisitivo, mientras que los 1.3 fueron más populares. Por su parte los motores 1.6, que habían sido ingresados a Nueva Zelanda en el año 1976, estaban disponibles en las más costosas versiones Ghia y 1600 Sport. Complementaba la oferta de opciones mecánicas una caja automática de 3 velocidades, disponible como opcional para la mayoría de las versiones 1.3 y 1.6. 
A diferencia del mercado australiano, las gamas de los modelos Escort y Cortina tuvieron buenos niveles de ventas en el mercado neozelandés, encabezando a menudo las listas mensuales de ventas. En 1979 se llevó a cabo una importante actualización que incluyó una mayor incorporación del modelo Ghia, la adopción de faros cuadrados del modelo GL para las versiones de gama baja, la incorporación del logotipo oval Ford en la parrilla delantera y ruedas deportivas en las versiones L y GL. En 1980 se estandarizó la incorporación de llantas de aleación para la versión Ghia.
La producción de los Escort importados en kit del Reino Unido y ensamblados en Nueva Zelanda, finalizó a fines de 1980. Para facilitar el recambio del stock de ventas del Escort MK II, los concesionarios ofrecieron grandes reducciones de precios lo que permitió el reemplazo del modelo en mayo de 1981. Al igual que en el mercado australiano, Ford recurrió a la importación de modelos de la gama Mazda 323 a los cuales renombró como Ford Laser y con los cuales dio sustitución definitiva al Escort, unificando la oferta del mercado oceánico.

### Producción en el Uruguay
En 1977 se produjo el desembarco del Ford Escort en suelo sudamericano. Si bien, la primera generación llegaba importada pero en muy bajo stock, esta segunda generación fue la primera en ser ensamblada en territorio sudamericano. Su producción se daba gracias al sistema CKD, ya que los vehículos llegaban prefabricados desde el Reino Unido para luego ser ensamblados en una planta que Ford había abierto en Montevideo. Debido a que en esa época, regía sobre los destinos de la república oriental una dictadura militar de corte nacionalista, la producción se llevó a cabo con la condición de que parte de sus componentes sean reemplazados por elementos de producción nacional. La versión ensamblada en el Uruguay fue el Escort Ghia, el cual era equipado con el impulsor de 1600 cc original del modelo en el Reino Unido, acoplado a una caja manual de 4 marchas. A pesar de haber sido ensamblado en el Uruguay, esta plaza nunca pudo destacarse para planificar la importación del modelo hacia los demás mercados de América del Sur, a la vez de que la capacidad de producción de esta planta no garantizaba el mínimo suficiente como para planear un abastecimiento continental, por lo que Ford comenzó a evaluar la posibilidad no sólo de mudar su polo de producción, sino también de establecer la producción misma del Escort en Sudamérica con componentes 100% locales. De esta forma y tras el cese de la producción del Escort en el Reino Unido en 1980, también se dio por finalizada la comercialización del Escort en el Uruguay, a la vez de trasladarse la producción de este modelo hacia las factorías de São Bernardo do Campo, Brasil, donde comenzó a fabricarse la tercera generación del Escort con producción 100% local. Por último, la planta de Ford en Montevideo finalmente terminó siendo desactivada en 1985 y tras 50 años de trabajo, por decisión del representante local. Como argumento para esta decisión, se mencionaron las dificultades de continuar cumpliendo con la representación de la marca en el país.

## Fichas técnicas
| Versiones               | Período   | Cil.                 | Rel. Comp. | Tapa de válvula | Potencia                          | Torque                         |
| ----------------------- | --------- | -------------------- | ---------- | --------------- | --------------------------------- | ------------------------------ |
| Escort 940 Italia       | 1975-1980 | Kent 940 cc          | 9,5:1      | OHV (8V)        | 45 hp (34 kW; 46 PS) @ 5600 rpm   | 67 N⋅m (49.5 lb⋅ft) @ 3200 rpm |
| Escort L                | 1975-1980 | Kent 1100 cc         | 8:1        | OHV (8V)        | 44 hp (33 kW; 45 PS) @ 5500 rpm   | 70.6 N⋅m (52 lb⋅ft) @ 3000 rpm |
| Escort GL               | 1975-1979 | Kent 1300 cc         | 8:1        | OHV (8V)        | 54 hp (40.5 kW; 55 PS) @ 5500 rpm | 85.3 N⋅m (63 lb⋅ft) @ 3000 rpm |
| Escort Sport 1300       | 1975-1979 | Kent 1300 cc         | 8:1        | OHV (8V)        | 54 hp (40.5 kW; 55 PS) @ 5500 rpm | 85.3 N⋅m (63 lb⋅ft) @ 3000 rpm |
| Escort Sport 1600       | 1975-1979 | Kent 1600 cc         | 9:1        | OHV (8V)        | 84 hp (63 kW; 85 PS) @ 5500 rpm   | 125 Nm (92 lb·ft) @ 3600 rpm   |
| Escort Ghia             | 1975-1979 | Kent 1600 cc         | 9:1        | OHV (8V)        | 84 hp (63 kW; 85 PS) @ 5500 rpm   | 125 Nm (92 lb·ft) @ 3600 rpm   |
| Escort RS1800           | 1972-1979 | Cosworth BDE 1800 cc | 9,5:1      | DOHC (16v)      | 245 hp                            |                                |
| Escort RS2000 UK        | 1975-1980 | Cosworth BDG 2000 cc | 9,5:1      | DOHC (16v)      | 275 hp                            |                                |
| Escort México           | 1975–1978 | Pinto TL16G 1600 cc  | 9,5:1      | OHV (8V)        | 89 hp (66 kW; 90 PS) @ 5500 rpm   | 125 N⋅m (92 lb⋅ft) @ 3600 rpm  |
| Escort RS2000 Australia | 1973–1980 | Pinto TL20H 2000 cc  | 9.2:1      | SOHC (8V)       | 109 hp (81 kW; 110 PS) @ 5500 rpm | 156 N⋅m (115 lb⋅ft) @ 3600 rpm |

## Fábricas
- Halewood, Merseyside, Inglaterra
- Cork, Irlanda
- Saarlouis, Alemania
- Homebush, Sídney, Australia
- Nazaret, Israel
- Wiri, Auckland, Nueva Zelanda
- Ámsterdam, Países Bajos (1975–1978)
- Silverton, Pretoria, Sudáfrica
- Montevideo, Uruguay (CKD)

## Artículo relacionado
- Ford Escort